# Gouvernement Faymann II
 (août 2023).
Si vous disposez d'ouvrages ou d'articles de référence ou si vous connaissez des sites web de qualité traitant du thème abordé ici, merci de compléter l'article en donnant les références utiles à sa vérifiabilité et en les liant à la section « Notes et références ».
IIe République d'Autriche
Faymann I Kern
Le gouvernement Faymann II (en allemand : Bundesregierung Faymann II) est le gouvernement fédéral de la république d'Autriche entre le 16 décembre 2013 et le 18 mai 2016, sous la XXVe législature du Conseil national.
Il est dirigé par le social-démocrate Werner Faymann, après la victoire du SPÖ à la majorité relative lors des élections législatives, et repose sur une « grande coalition » entre sociaux-démocrates et conservateurs. Il succède au gouvernement Faymann I et cède le pouvoir au gouvernement de Christian Kern après le renoncement de Werner Faymann à la chancellerie.

## Historique du mandat
Ce gouvernement est dirigé par le chancelier fédéral social-démocrate sortant Werner Faymann. Il est constitué et soutenu par une « grande coalition » entre le Parti social-démocrate d'Autriche (SPÖ) et le Parti populaire autrichien (ÖVP). Ensemble, ils disposent de 99 députés sur 183, soit 54 % des sièges du Conseil national.
Il est formé à la suite des élections législatives du 29 septembre 2013.
Il succède donc au gouvernement Faymann I, constitué et soutenu par une coalition identique.

### Formation
Lors du scrutin, malgré les pertes enregistrées par les deux partenaires de coalition, celle-ci est restée majoritaire. Dans la mesure où aucune alliance alternative et viable ne s'est dégagée du résultat, le Parti social-démocrate et le Parti populaire font le choix de poursuivre leur collaboration.

### Succession
Le 9 mai 2016, Werner Faymann annonce sa démission de la chancellerie avec effet immédiat, afin d'assumer les conséquences de la déroute du candidat social-démocrate à l'élection présidentielle. Le vice-chancelier Reinhold Mitterlehner est alors désigné chancelier par intérim, dans l'attente de la formation du nouveau gouvernement fédéral. Une semaine plus tard, Christian Kern est choisi par le SPÖ comme nouveau chef de l'exécutif fédéral et forme son gouvernement.

## Composition

### Initiale (15 décembre 2013)
- Par rapport au gouvernement Faymann I, les nouveaux ministres sont indiqués en gras, ceux ayant changé d'attributions en italique.

| Fonction                                                                                 | Nom | Nom                     | Parti |
| ---------------------------------------------------------------------------------------- | --- | ----------------------- | ----- |
| Chancelier fédéral                                                                       |     | Werner Faymann          | SPÖ   |
| Vice-chancelier Ministre fédéral des Finances                                            |     | Michael Spindelegger    | ÖVP   |
| Ministre fédéral de l'Europe, de l'Intégration et des Affaires étrangères                |     | Sebastian Kurz          | ÖVP   |
| Ministre fédéral de la Famille et de la Jeunesse                                         |     | Sophie Karmasin         | Sans  |
| Ministre fédéral de la Santé                                                             |     | Alois Stöger            | SPÖ   |
| Ministre fédéral de l'Intérieur                                                          |     | Johanna Mikl-Leitner    | ÖVP   |
| Ministre fédéral de la Justice                                                           |     | Wolfgang Brandstetter   | Sans  |
| Ministre fédéral des Arts, de la Culture, des Médias et de l'Administration publique     |     | Josef Ostermayer        | SPÖ   |
| Ministre fédéral de la Défense nationale et des Sports                                   |     | Gerald Klug             | SPÖ   |
| Ministre fédéral de l'Agriculture, des Forêts, de l'Environnement et des Eaux            |     | Andrä Rupprechter       | ÖVP   |
| Ministre fédéral du Travail, des Affaires sociales et de la Protection des consommateurs |     | Rudolf Hundstorfer      | SPÖ   |
| Ministre fédéral de l'Éducation et des Femmes                                            |     | Gabriele Heinisch-Hosek | SPÖ   |
| Ministre fédéral des Transports, de l'Innovation et de la Technologie                    |     | Doris Bures             | SPÖ   |
| Ministre fédéral de la Science, de la Recherche et de l'Économie                         |     | Reinhold Mitterlehner   | ÖVP   |

### Remaniement du1erseptembre 2014
- Les nouveaux ministres sont indiqués en gras, ceux ayant changé d'attributions en italique.

| Fonction                                                                                 | Nom | Nom                     | Parti |
| ---------------------------------------------------------------------------------------- | --- | ----------------------- | ----- |
| Chancelier fédéral                                                                       |     | Werner Faymann          | SPÖ   |
| Vice-chancelier Ministre fédéral de la Science, de la Recherche et de l'Économie         |     | Reinhold Mitterlehner   | ÖVP   |
| Ministre fédéral des Finances                                                            |     | Hans Jörg Schelling     | ÖVP   |
| Ministre fédéral de l'Europe, de l'Intégration et des Affaires étrangères                |     | Sebastian Kurz          | ÖVP   |
| Ministre fédéral de la Famille et de la Jeunesse                                         |     | Sophie Karmasin         | Sans  |
| Ministre fédéral de la Santé                                                             |     | Sabine Oberhauser       | SPÖ   |
| Ministre fédéral de l'Intérieur                                                          |     | Johanna Mikl-Leitner    | ÖVP   |
| Ministre fédéral de la Justice                                                           |     | Wolfgang Brandstetter   | Sans  |
| Ministre fédéral des Arts, de la Culture, des Médias et de l'Administration publique     |     | Josef Ostermayer        | SPÖ   |
| Ministre fédéral de la Défense nationale et des Sports                                   |     | Gerald Klug             | SPÖ   |
| Ministre fédéral de l'Agriculture, des Forêts, de l'Environnement et des Eaux            |     | Andrä Rupprechter       | ÖVP   |
| Ministre fédéral du Travail, des Affaires sociales et de la Protection des consommateurs |     | Rudolf Hundstorfer      | SPÖ   |
| Ministre fédéral de l'Éducation et des Femmes                                            |     | Gabriele Heinisch-Hosek | SPÖ   |
| Ministre fédéral des Transports, de l'Innovation et de la Technologie                    |     | Alois Stöger            | SPÖ   |

### Remaniement du 26 janvier 2016
- Les nouveaux ministres sont indiqués en gras, ceux ayant changé d'attributions en italique.

| Fonction                                                                                 | Nom | Nom                                                         | Parti |
| ---------------------------------------------------------------------------------------- | --- | ----------------------------------------------------------- | ----- |
| Chancelier fédéral                                                                       |     | Werner Faymann (jusqu'au 09/05/2016)                        | SPÖ   |
| Chancelier fédéral                                                                       |     | Reinhold Mitterlehner (par intérim)                         | ÖVP   |
| Vice-chancelier Ministre fédéral de la Science, de la Recherche et de l'Économie         |     | Reinhold Mitterlehner                                       | ÖVP   |
| Ministre fédéral des Finances                                                            |     | Hans Jörg Schelling                                         | ÖVP   |
| Ministre fédéral de l'Europe, de l'Intégration et des Affaires étrangères                |     | Sebastian Kurz                                              | ÖVP   |
| Ministre fédéral de la Famille et de la Jeunesse                                         |     | Sophie Karmasin                                             | Sans  |
| Ministre fédéral de la Santé                                                             |     | Sabine Oberhauser                                           | SPÖ   |
| Ministre fédéral de l'Intérieur                                                          |     | Johanna Mikl-Leitner (jusqu'au 21/04/2016) Wolfgang Sobotka | ÖVP   |
| Ministre fédéral de la Justice                                                           |     | Wolfgang Brandstetter                                       | Sans  |
| Ministre fédéral des Arts, de la Culture, des Médias et de l'Administration publique     |     | Josef Ostermayer                                            | SPÖ   |
| Ministre fédéral de la Défense nationale et des Sports                                   |     | Hans Peter Doskozil                                         | SPÖ   |
| Ministre fédéral de l'Agriculture, des Forêts, de l'Environnement et des Eaux            |     | Andrä Rupprechter                                           | ÖVP   |
| Ministre fédéral du Travail, des Affaires sociales et de la Protection des consommateurs |     | Alois Stöger                                                | SPÖ   |
| Ministre fédéral de l'Éducation et des Femmes                                            |     | Gabriele Heinisch-Hosek                                     | SPÖ   |
| Ministre fédéral des Transports, de l'Innovation et de la Technologie                    |     | Gerald Klug                                                 | SPÖ   |